# Гіалоїдна мембрана
Гіалоїдна мембрана — це анатомічне утворення, що являє собою шар колагенових волокон, що відмежовує скловидне тіло від інших структур ока.

## Анатомія
Анатомічно можна виділити дві частини:
- Задня гіалоїдна мембрана відділяє задню частину скловидного тіла від сітківки.
- Передня гіалоїдна мембрана відділяє передню частину скловидного тіла від кришталика.